# Altenmünster
Altenmünster – miejscowość i gmina w Niemczech, w kraju związkowym Bawaria, w rejencji Szwabia, w regionie Augsburg, w powiecie Augsburg. Leży w Parku Natury Augsburg – Westliche Wälder, około 25 km na północny zachód od Augsburga, nad rzeką Zusam.

## Dzielnice
W skład gminy wchodzą następujące dzielnice:
Altenmünster, Baiershofen, Eppishofen, Hegnenbach, Hennhofen, Neumünster, Unterschöneberg, Violau i Zusamzell.

## Demografia
| Rok  | Liczba mieszk. |
| ---- | -------------- |
| 1970 | 3 096          |
| 1987 | 3 385          |
| 2005 | 3 802          |

## Polityka
Wójtem gminy jest Bernhard Walter, rada gminy składa się z 16 osób.
|      | CSU/UB | SPD/UW | FW | Razem |
| 2008 | 6      | 7      | 3  | 16    |
| 2002 | 7      | 6      | 3  | 16    |